# Gösslunda kyrka
Gösslunda kyrka är en kyrkobyggnad som sedan 2002 tillhör Sunnersbergs församling (tidigare Gösslunda församling) i Skara stift. Den är ligger mitt på Kålland, fem kilometer norr om centralorten i Lidköpings kommun.

## Kyrkans historia
Kyrkan är daterad av konsthistoriker till omkring år 1100 då den uppfördes i sandsten, och kan ha ersatt en tidigare träkyrka.
Precis som den närbelägna Skalunda kyrka tyder arkitektur och utsmyckning på att Gösslunda romanska kyrka var uppförd under engelskt inflytande. 
Det enda kvarstående från den ursprungliga anläggningen är den östra korväggen. Koret som en gång var smalare rakslutet har haft finhuggen sandsten i jämna, omkring 20 centimeter höga skift som vilar på en skråkantad sockel. Långhuset är däremot uppfört på ett helt annat sätt och med ett material av långt större mått än koret. Stenarna ligger här i jämna skift med en höjd av 30 - 50 centimeter, även här vilande på en skråkantad sockel som dock är av större proportioner. En tydlig gräns framträder två meter från östra gaveln. Eftersom byggnadssättet på detta sätt skiljer sig åt måste byggnaderna varit uppförda under två olika perioder . Man har dragit den slutsatsen att arbetet anpassats efter en redan existerande träkyrka. När stenkyrkan närmade sig fullbordan revs den gamla träkyrkan .      
Tornets murar ligger i förband med långhuset vilket visar att de uppförts vid samma tillfälle, vilket är ovanligt . Dess massiva murar och stora dimensioner tyder på att det även fick tjäna som försvarsverk mot fientliga angrepp. Även den välbevarade sydportalen är från 1100-talet medan vapenhus och sakristia är senmedeltida.
 Det ursprungligen rakslutna koret utvidgades i bredd med långhuset år 1851 efter en åskeld, samtidigt som fönstren förstorades och kryssvalven med sina kalkmålningar ersattes med ett trätak. År 1913 återfick kyrkan den för Kållandsbygden karakteristiska höga tornspiran.

Omkring 1760 tillstyrktes ett förslag om att rasera kyrkan helt, vilket inte utfördes. År 1907 begärde församlingen hos Kungl. Maj:t återigen att få riva kyrkan, vilket avslogs. I stället föreslogs en genomgripande restaurering, vilken slutfördes 1913.

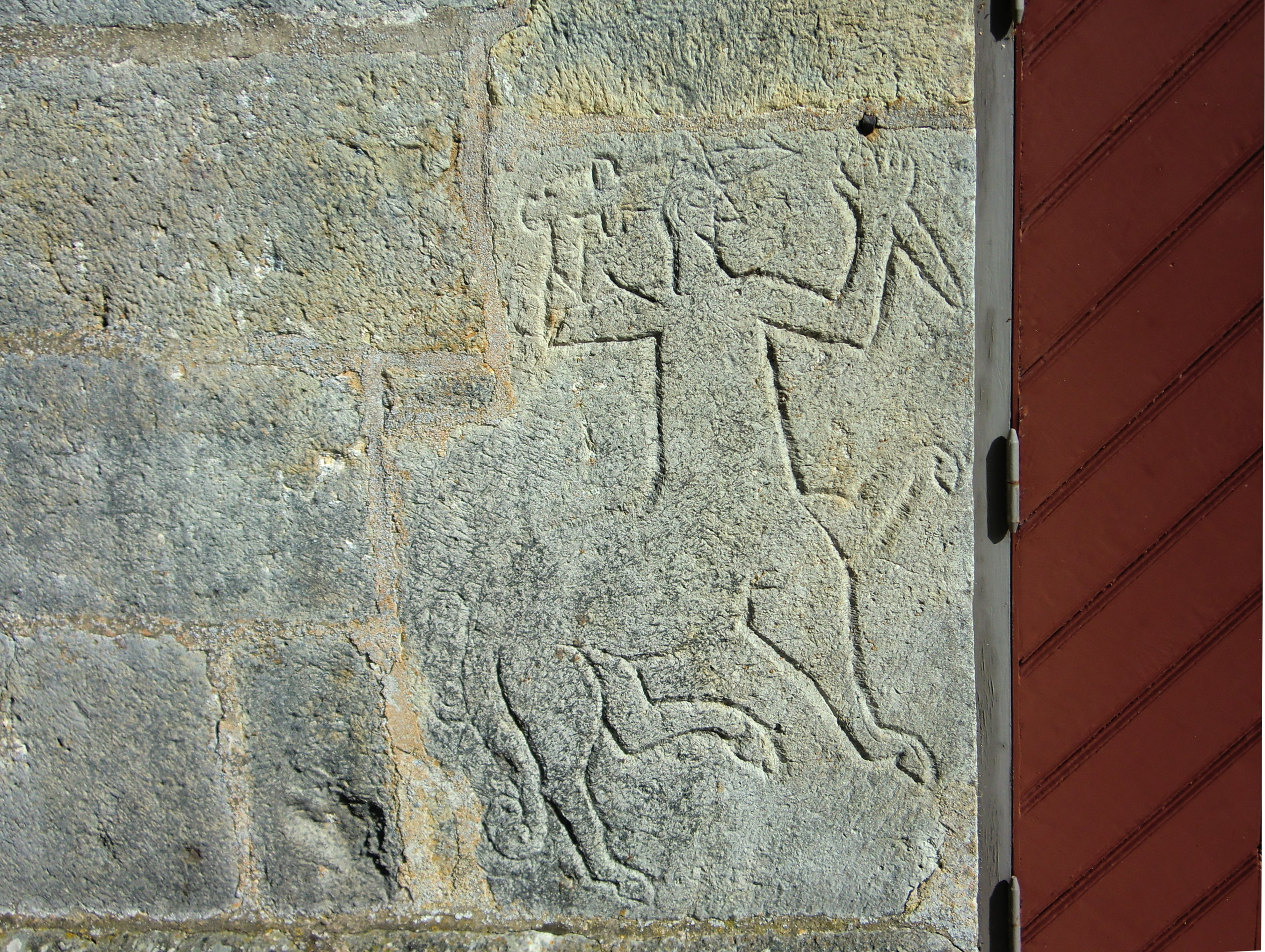
Kentaur i relief vid tornportalen till Gösslunda kyrka

### Reliefer
En annorlunda utsmyckning finns vid tornportalen, där bildhuggaren har återgivit hur en stor kentaur med vikingahjälm dragit sitt svärd, som han med ena handen hotande höjer mot kyrkobesökaren, mot vilken han även riktar en spark med framhoven. Det icke-kristna sagodjurets funktion var att skrämma bort otyg från kyrkan - ont skulle med ont fördrivas.

Bildkvadrar finns infällda i murarna, bland annat en gåtfull bildkvader som visar två män med svårbestämbara föremål i händerna omkring ett från kantramen nedhängande kors. Då flera detaljer i relieferna har sina närmaste paralleller i anglosaxisk stenskulptur, talar detta för att relieferna är mycket tidiga, kanske från omkring 1100, och utförda av en engelsk mästare.

### Klockor
Kyrkan hade tidigare två medeltida klockor.
- Storklockan göts om i Ystad 1935.
- Lillklockan, som är av en äldre senromansk typ, såldes före 1914 och hänger numera i klockstapeln i fornbyn vid Västergötlands museum i Skara. Den har två smala skriftband, men är utan inskrifter.[8]

### Övrigt
Kyrkan har två runstenar, en inne i, och en utanför kyrkan. På kyrkogården finns förromanska gravvårdar, bland annat en så kallad Eskilstunakista med kilformig lockhäll och gavelkors.

## Bilder

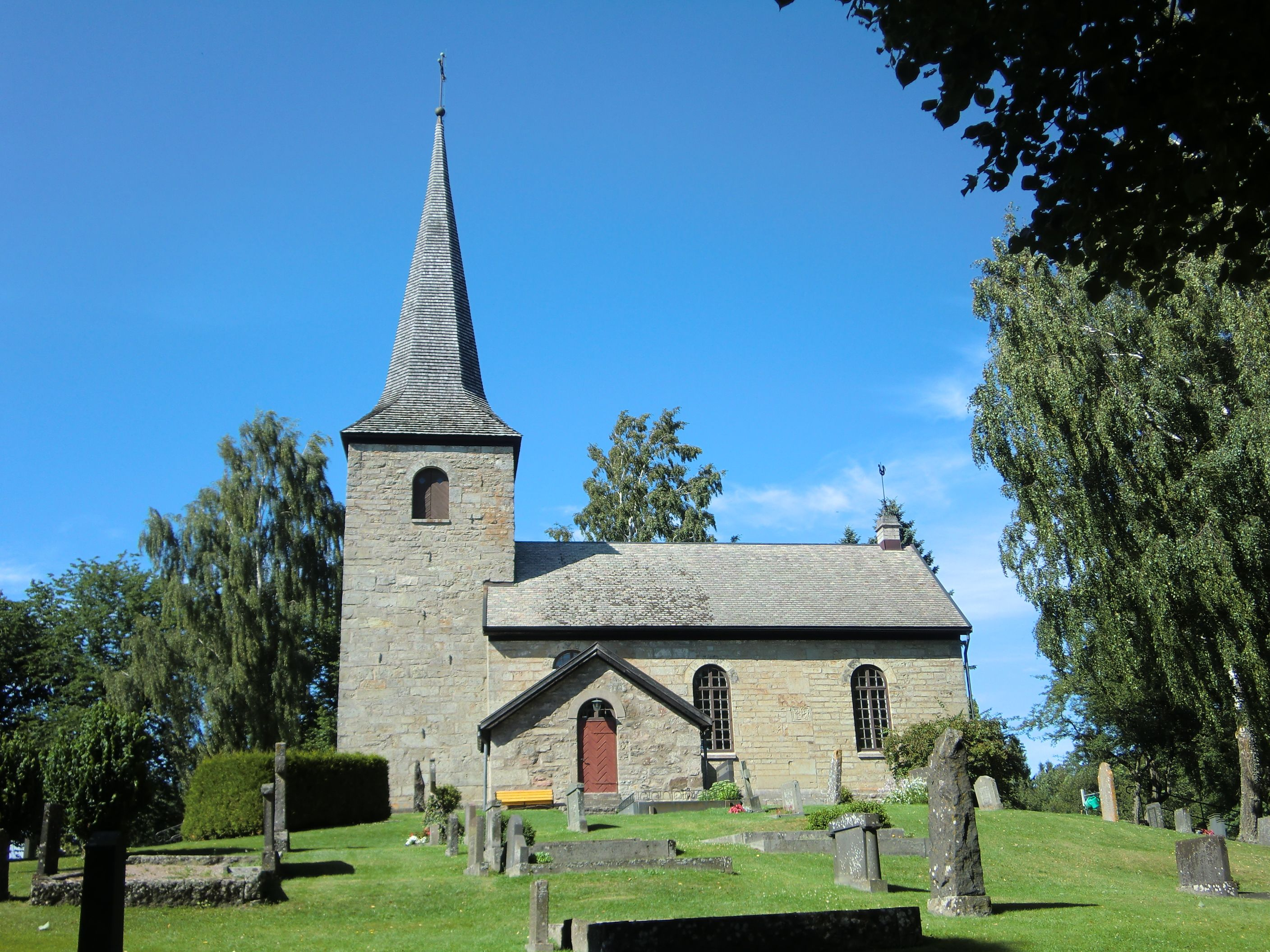
Gösslunda kyrka
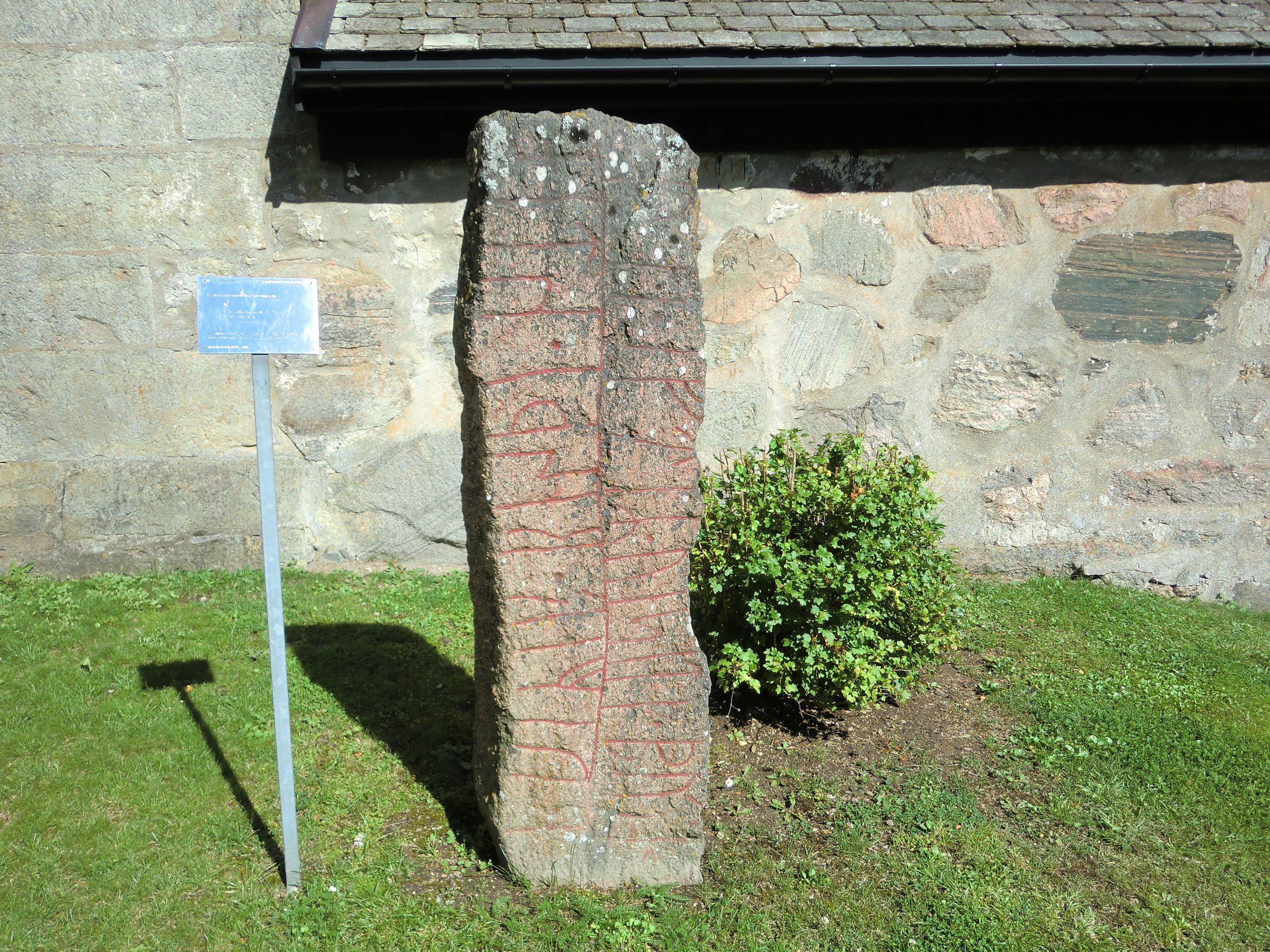
Runsten vid kyrkan
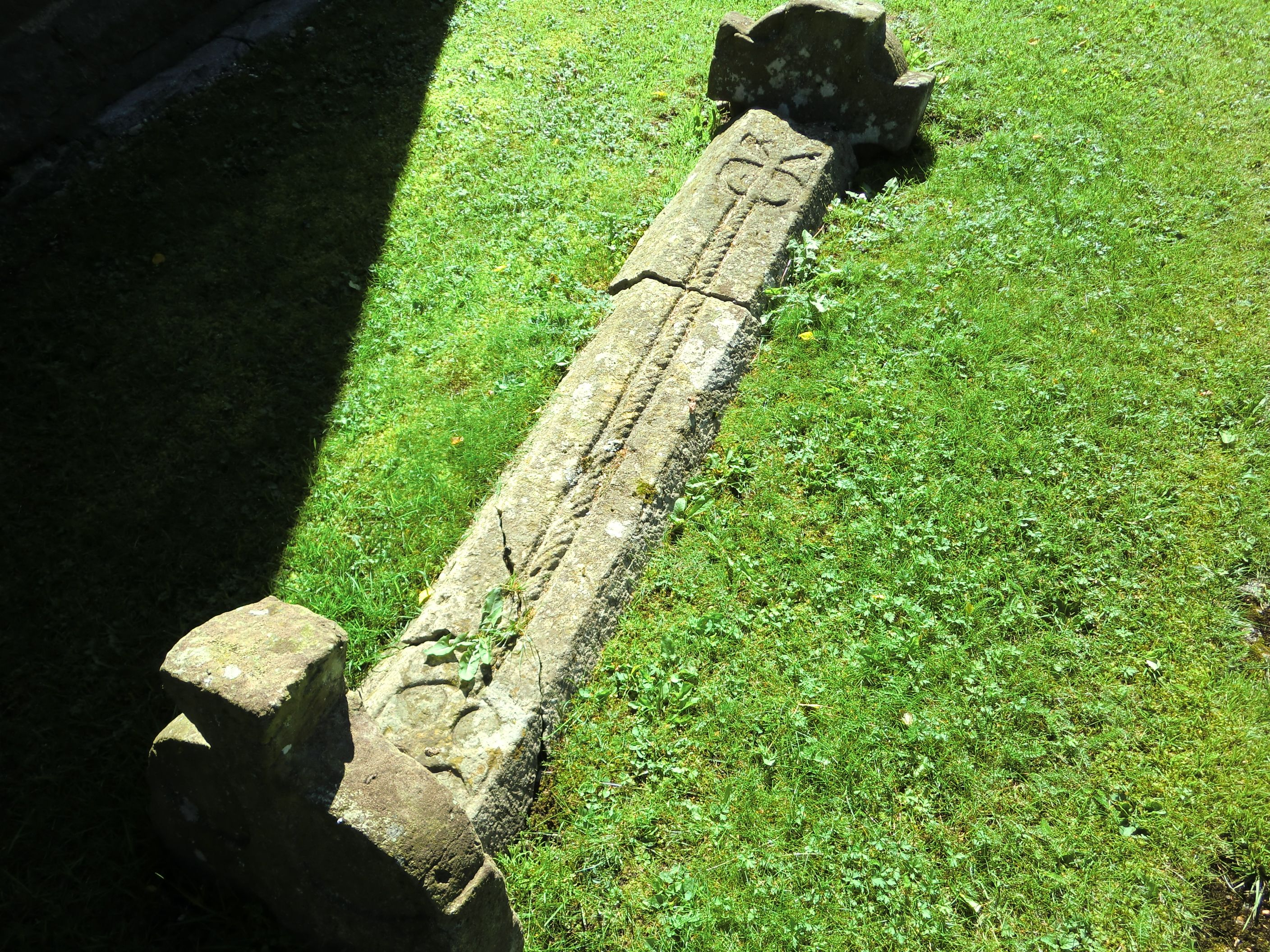
Förromanskt gravmonument, med lockhäll och två gavelhällar, på kyrkogården.
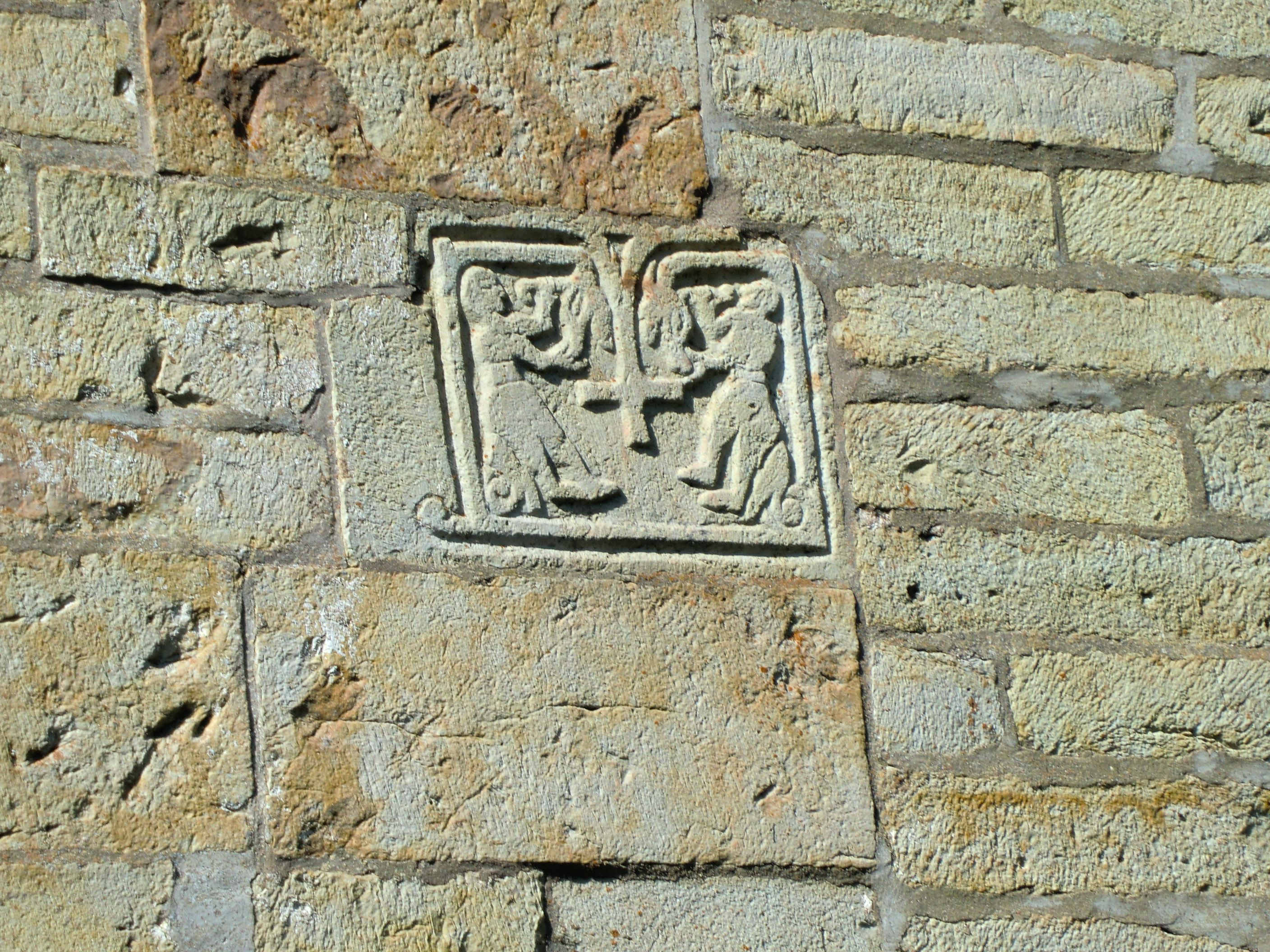
Bildkvader, troligen tidigt 1100-tal, på kyrkans långhus.
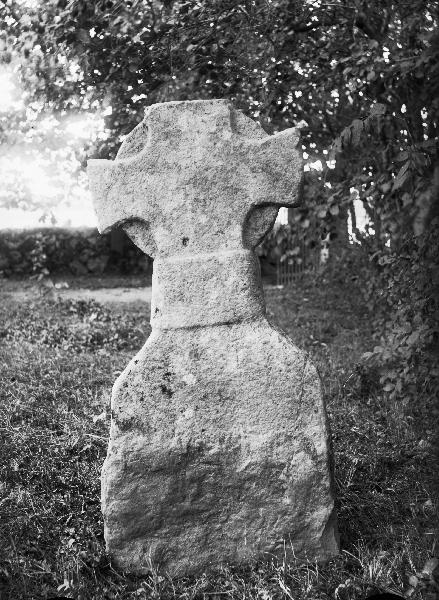
Gavelsten till romansk gravkista från 1100-talet.
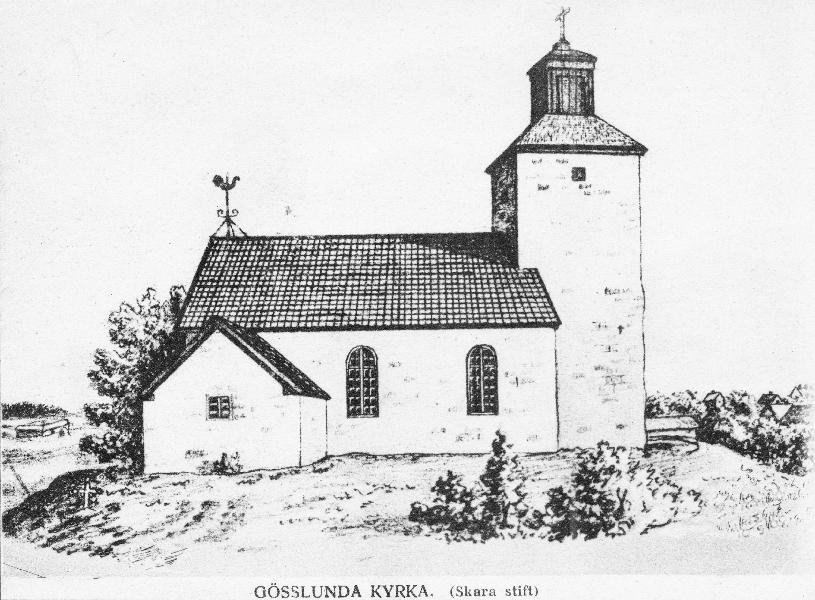
Teckning av Ernst Wennerblad 1888
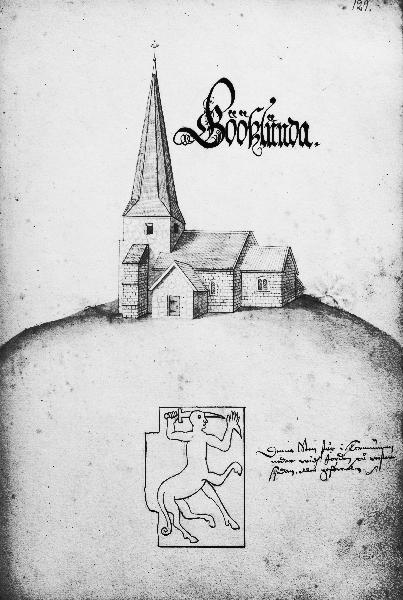
Teckning från 1671 och Johan Peringskiölds Monumenta.